# Jodie Henry
Jodie Clare Henry (Brisbane (Queensland), 17 november 1983) is een voormalige Australische zwemster, die bij de Olympische Spelen in Athene (2004) de gouden medaille won op de 100 meter vrije slag. In de halve finales had de Australisch vriend en vijand al verrast door het wereldrecord op het koningsnummer aan te scherpen.

## Carrière
Bij haar internationale debuut, op de wereldkampioenschappen zwemmen 2001 in Fukuoka, Japan, vormde Henry samen met Sarah Ryan, Elka Graham en Giaan Rooney een team in de series. In de finale zwommen Ryan en Rooney samen met Petria Thomas en Lori Munz naar de zesde plaats. Tijdens de Gemenebestspelen 2002 in Manchester, Engeland veroverde de Australische de gouden medaille op de 100 meter vrije slag en de zilveren medaille op de 50 meter vrije slag. Samen met Alice Mills, Petria Thomas en Sarah Ryan sleepte ze de gouden medaille in de wacht op de 4x100 meter vrije slag, op de 4x100 meter wisselslag legde ze samen met Dyana Calub, Leisel Jones en Petria Thomas beslag op de gouden medaille. In Yokohama, Japan nam Henry deel aan de Pan Pacific kampioenschappen zwemmen 2002, op dit toernooi veroverde ze de zilveren medaille op zowel de 50 als de 100 meter vrije slag. Op de 4x100 meter vrije slag sleepte ze samen met Alice Mills, Petria Thomas en Sarah Ryan de gouden medaille in de wacht, samen met Dyana Calub, Leisel Jones en Petria Thomas legde ze beslag op de gouden medaille op de 4x100 meter wisselslag. Op de wereldkampioenschappen zwemmen 2003 in Barcelona, Spanje veroverde de Australische de zilveren medaille op de 100 meter vrije slag. Samen met Libby Lenton, Elka Graham en Alice Mills sleepte ze de bronzen medaille in de wacht op de 4x100 meter vrije slag, op de 4x100 meter wisselslag legde ze samen met Giaan Rooney, Leisel Jones en Jessicah Schipper beslag op de bronzen medaille. Tijdens de Olympische Zomerspelen van 2004 in Athene, Griekenland veroverde Henry olympisch goud op de 100 meter vrije slag, nadat ze in de halve finale het wereldrecord al had aangescherpt. Samen met Alice Mills, Libby Lenton en Petria Thomas zwom ze naar de olympische titel op de 4x100 meter vrije slag, eveneens in wereldrecordtijd. Op de slotdag van het toernooi greep ze samen met Giaan Rooney, Leisel Jones en Petria Thomas het goud op de 4x100 meter wisselslag.

### 2005-2009
Op de wereldkampioenschappen zwemmen 2005 in Montreal, Canada veroverde Henry de wereldtitel op de 100 meter vrije slag, samen met Alice Mills, Shayne Reese en Libby Lenton sleepte ze de wereldtitel in de wacht op de 4x100 meter vrije slag. In de series van de 4x100 meter wisselslag vormde ze samen met Giaan Rooney, Brooke Hanson en Felicity Galvez een team, in de finale legden Sophie Edington, Leisel Jones, Jessicah Schipper en Libby Lenton beslag op de wereldtitel. Voor haar inspanningen in de series ontving Henry de gouden medaille. Tijdens de Gemenebestspelen 2006 in Melbourne, Australië sleepte de Australische de zilveren medaille in de wacht op zowel de 50 als de 100 meter vrije slag, op de 4x100 meter vrije slag legde ze samen met Libby Lenton, Alice Mills en Shayne Reese beslag op de gouden medaille. In Melbourne, Australië nam Henry deel aan de wereldkampioenschappen zwemmen 2007, op dit toernooi eindigde ze als zesde op zowel de 50 als de 100 meter vrije slag. Samen met Libby Lenton, Melanie Schlanger en Shayne Reese veroverde ze de wereldtitel op de 4x100 meter vrije slag, op de 4x200 meter vrije slag eindigde ze samen met Libby Lenton, Lara Davenport en Stephanie Rice op de vierde plaats. In de series van de 4x100 meter wisselslag zwom de Australische samen met Emily Seebohm, Tarnee White en Felicity Galvez, in de finale sleepte Seebohm samen met Leisel Jones, Jessicah Schipper en Libby Lenton de wereldtitel in de wacht. Voor haar aandeel in de series werd de Australische beloond met een gouden medaille. Door een bekkenblessure was Henry niet in staat om deel te nemen aan de Australische kampioenschappen zwemmen 2008. Op 30 september 2009 maakte Henry bekend dat ze een punt zette achter haar zwemcarrière.

## Internationale toernooien
| Jaar | Olympische Spelen                                          | WK langebaan | WK kortebaan  | PanPacs                                                                      | Gemenebestspelen                                                             |
| ---- | ---------------------------------------------------------- | --- | ------------- | ---------------------------------------------------------------------------- | ---------------------------------------------------------------------------- |
| 2001 |                                                            | 6e 4x100 m vrije slag Henry zwom enkel in de series                                                                                        |               |                                                                              |                                                                              |
| 2002 |                                                            | | geen deelname | 50 m vrije slag · 100 m vrije slag · 4x100 m vrije slag · 4x100 m wisselslag | 100 m vrije slag · 50 m vrije slag · 4x100 m vrije slag · 4x100 m wisselslag |
| 2003 |                                                            | 100 m vrije slag · 4x100 m vrije slag · 4x100 m wisselslag                                                                                 |               |                                                                              |                                                                              |
| 2004 | 100 m vrije slag · 4x100 m vrije slag · 4x100 m wisselslag | | geen deelname |                                                                              |                                                                              |
| 2005 |                                                            | 100 m vrije slag · 4x100 m vrije slag · 4x100 m wisselslag · Henry zwom enkel in de series                                                 |               |                                                                              |                                                                              |
| 2006 |                                                            | | geen deelname | geen deelname                                                                | 50 m vrije slag · 100 m vrije slag · 4x100 m vrije slag                      |
| 2007 |                                                            | 6e 50 m vrije slag · 6e 100 m vrije slag · 4x100 m vrije slag · 4x100 m wisselslag · Henry zwom enkel in de series · 4e 4x200 m vrije slag |               |                                                                              |                                                                              |

## Persoonlijke records
Bijgewerkt tot en met 28 augustus 2006

### Kortebaan
| Afstand         | Tijd    | Datum            | Plaats |
| --------------- | ------- | ---------------- | ------ |
| 50m vrije slag  | 25,06   | 27 augustus 2006 | Hobart |
| 100m vrije slag | 54,22   | 26 augustus 2006 | Hobart |
| 200m vrije slag | 1.57,70 | 28 augustus 2006 | Hobart |

### Langebaan
| Afstand         | Tijd    | Datum            | Plaats    |
| --------------- | ------- | ---------------- | --------- |
| 50m vrije slag  | 24,72   | 20 maart 2006    | Melbourne |
| 100m vrije slag | 53,52   | 18 augustus 2004 | Athene    |
| 200m vrije slag | 1.59,05 | 5 december 2006  | Brisbane  |